# 熱闘!ゴルフ向上委員会
『熱闘!ゴルフ向上委員会』（ねっとう ゴルフこうじょういいんかい）は、2006年10月7日から2009年3月28日までテレビ東京系列にて毎週土曜 11:00 - 11:30に放送されていたゴルフ番組。

## 番組概要
- 1998年4月 - 2006年9月に同系列で放送された『金子柱憲・高田純次ゴルフの王道』の後番組として開始。
- 毎週2つの番組形式のどちらか1つで番組が展開される。
  - 1つは3人とゲスト1人が2人ずつペアを組んで3ホール廻って成績を競う形式。最近は殆どこっちが多い。2週間かけて放送。ゲストが勝利したら賞品をもらえる。
  - もう1つが金子と渡辺、ゲストが最初にチップを10枚持って3ホール廻る形式。1ホール毎に何枚賭けるかを決めて、バーディー、イーグルなど成績により得られる枚数が変わる。渡辺の方が金子、ゲストより倍率が高め。ただしボギーを出したらチップは没収。最高記録は渡辺の282枚。
- 森下単独のコーナー「千里の道」では森下が技術を向上させるためにプロから技術の手ほどきを受ける。様々なテストがあった。2008年9月27日のレギュラー出演最終回に森下自身が実行し、見事アンダー100を達成できた。
- 2009年初回放送の1月3日放送分は放送時間を変更して15:55 - 16:25に放送されている。

## 出演者
- 金子柱憲（委員長）
- 渡辺裕之（副委員長）
- 磯山さやか（二代目実行委員、2008年10月4日 - 2009年3月28日）
- 森下千里（実行委員、2006年10月7日 - 2008年9月27日）
- 八神徳幸（ナレーション）

## スタッフ
- 構成：金森直哉
- CAM：佐々木哲夫
- AUD：石毛敏行
- EED：竹内貴之
- MA：斎藤アキヒ
- CG：武石将
- メイク：松元美彩古
- 制作：秋元安雄
- ディレクター：村上武政、黒川雅人
- プロデューサー：山元一朗（テレビ東京）、彦根稔（クロスビジョン）
- 製作・著作：テレビ東京、クロスビジョン